# Егеј (митологија)
Егеј (грч. Αιγέας , лат. Aegeus), је у грчкој митологији био атински краљ, син Пандиона и његове жене Пилије. Егеј је био архајска личност у миту о оснивању Атине. Био је Тезејев отац и оснивач атинских институција. Прва жена била му је била Метис, а друга Халкиопа.

## Митологија
Егеј и његова три брата, Палас, Нис и Лик су, у Атини, након смрти свог оца Пандиона, повратили власт, отевши је од Метиона, који је преотео власт од њиховог оца. Власт су поделили на четири дела, а Егеј је постао краљ.
Како дуго времена није имао мушког наследника, Егеј се обратио Питији, пророчици са Делфа за савет. Када га је саслушала, одговорила му је речима:
„Немој одрешити грло од вреће са вином све док не дођеш на врх Атине, иначе ћеш умрети од туге.“
Егеј се после тога није упутио кући, већ је, игноришући пророчанство и не схватајући га, отишао у Трезен гдје је био гост тамошњег краља Питеја. Када је чуо како је гласило пророчанство, Питеј га је разумео. Зато је после гозбе упознао пијаног Егеја са својом кћерком Етром. Они су те вечери спавали једно са другим, а када је Егеј сазнао да је она затруднела, одлучио је да се вратити у Атину. Пре одласка из Трезена, сакрио је своје сандале, штит и мач под велику стену и рекао Етри да ће њиховог сина, када порасте и буде пронашао оружје, признати као законитог.
По повратку у Атину Егеј се оженио са Медејом, која је из Коринта побегла од Јасоновог беса. Они су имали једног сина по имену Мед.

### Повратак Тезеја
Тезеј је у Трезену одрастао у храброг младића и када је дошао тренутак, успео је да помакне стену и нађе очево оружје. Мајка му је тада рекла ко му је отац и када са тим оружјем оде у Атину да ће га отац признати. Тезеј је одлучио да оде у Атину и када је стигао није одмах одао свој идентитет. Мада му је странац био сумњив, Егеј је Тезеја примио, а Медеја је покушала да га убије наговоривши га да оде и да ухвати Маратонског бика, верујући да Тезеј неће успети и да ће га бик убити. Тезеј је убио бика, па је Медеја покушала да га отрује, али је у посљедњем тренутку Егеј препознао свој мач и избацио пехар са отрованим пићем из младићеве руке. Егеј је признао Тезеја за сина, а Медеја је прогнана.

### Смрт Егеја
Андрогеј, „узгајивач људи“, успевао је победити Егеја у сваком надметању за време Панатинских игара, па је љубоморни Егеј послао Андрогеја да обузда Маратонског бика. Бик је убио Андрогеја, а љут и бесан Миној је објавио рат Атини, али и понудио мир, ако би сваких девет година седам младића и девојака из тог града било послато на Крит како би нахранили чудовиште Минотаура. После неколико година, Тезеј се упутио на Крит да убије Минотаура, а убио га је уз помоћ Аријадне, Минојеве кћерке.
Пре поласка на пут, Егеј је рекао Тезеју да, када се буде враћао са Крита, стави бела једра ако убије Минотаура, али је Тезеј на то заборавио и Егеј је, угледавши црна једра на броду свога сина који је упловљавао у Атину, мислећи да му је син мртав, скочио са стене и погинуо. Тако је и испуњено Питијино пророчанство, а од тог времена се море назива Егејским.

## О Егеју
- Софоклова трагедија „Егеј“ је изгубљена, али се Егеј појављује као лик у Еурипидовој драми „Медеја“.

- У Атини су географу Паусанији у 2. веку нове ере рекли да је култ Афродите Ураније над Керамеикосом установио Егеј, чије су сестре биле нероткиње, а он сам је био без деце.[6]